# Douglas (île de Man)
Pour les articles homonymes, voir Douglas.
Douglas (Doolish en mannois) est la capitale de l'île de Man. La ville comptait 25 347 habitants au recensement de 2001 (26 218 au recensement de 2006).

## Géographie

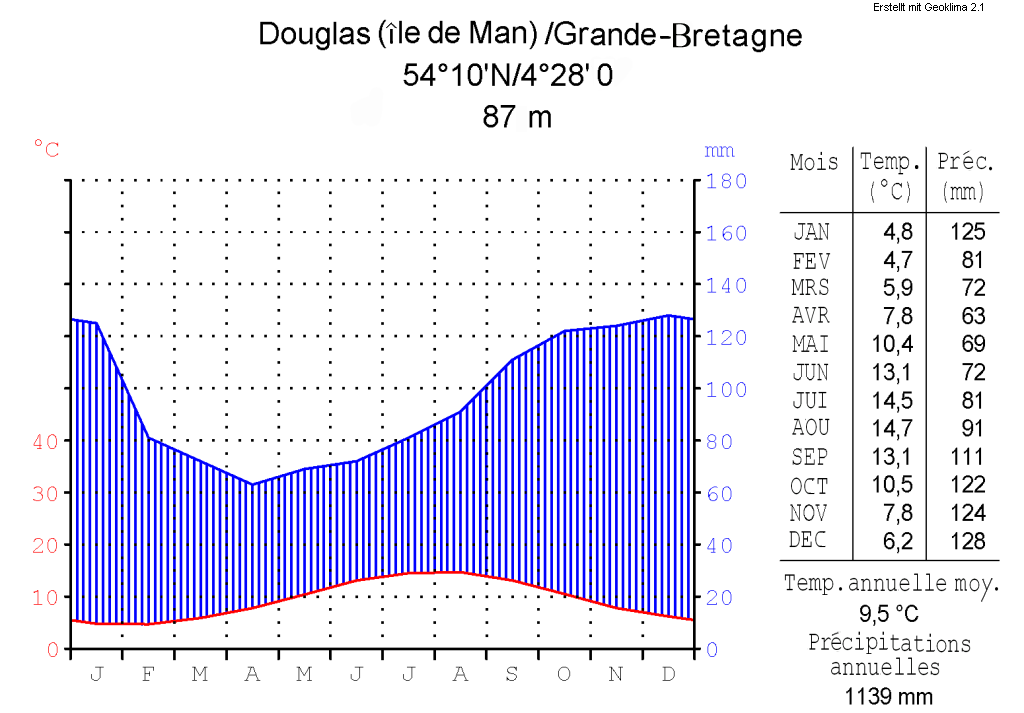
Diagramme climatique de Douglas.

Douglas se situe sur la côte orientale de l'île à la confluence de deux rivières, le Dhoo et le Glass, qui forme le fleuve du Dhoo-Glass, lequel se jette dans la baie de Douglas.
La ville est entourée de petites villes et de villages, notamment Onchan, au nord (qui forme une conurbation avec Douglas), et Union Mills à l'ouest.
Le 20 octobre 2007, Douglas a été classée première dans une liste de villes côtières des îles Britanniques, « construite le long d'une grande baie, porte d'entrée de la fascinante île de Man »,.

## Toponymie
Le nom Douglas (mannois Doolish) est issu de Dhoo et de Glass, les deux rivières qui y convergent pour former le fleuve du Dhoo-Glass.
Une hypothèse récente tend toutefois à démontrer que le nom « Douglas » provient en fait de la racine celtique duboglassio (« eau claire »)[réf. nécessaire]. Cette racine se retrouve dans les noms de plusieurs lieux des îles Britanniques : Ynys Dulas au Pays de Galles et Dawlish en Angleterre notamment.

## Histoire

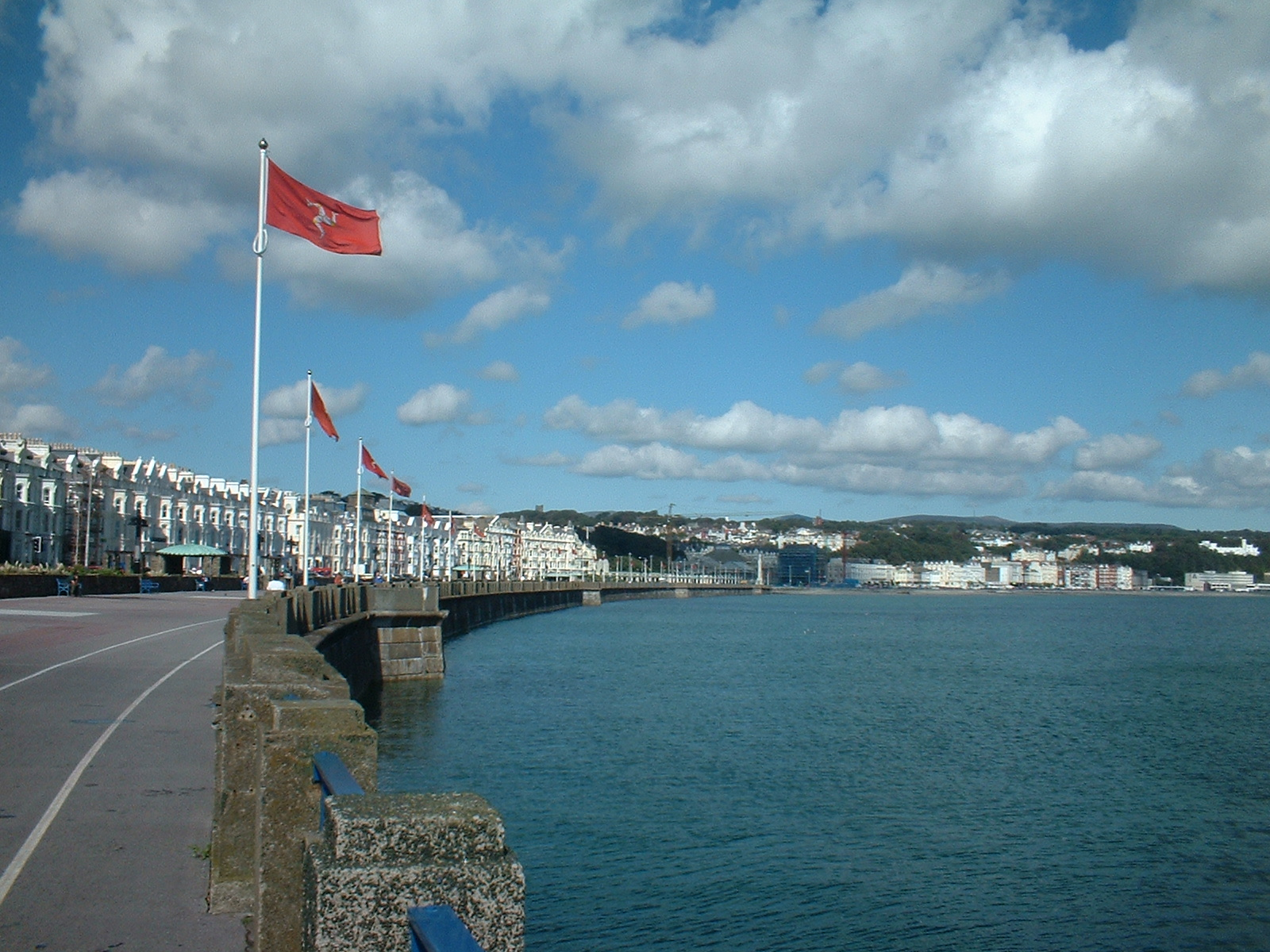
Promenade le long du front de mer de Douglas.

La ville de Douglas doit son développement initial à son port naturel (aujourd'hui le Port Intérieur, Inner Harbour), qui s'est grandement étendu et amélioré. La fameuse Running Trade (contrebande), de 1670 à 1765, a donné un véritable essor à l'économie de la ville. D'autres périodes de développement ont apporté la prospérité à Douglas : le faible coût de la vie et un statut favorable dont profitaient les débiteurs anglais. Plus tard, dans les années 1870, la ville est devenue une destination touristique prisée.
Douglas est la capitale de l'île de Man depuis 1863, honneur que détenait jusqu'alors Castletown, une ville plus petite située au sud de l'île.
Le Tynwald, le Parlement mannois, siège à Douglas, sauf lors du Tynwald Day, la fête nationale de l'île, où il siège à Saint John's, un petit village à l'ouest de Man.
Lors de la Première et de la Seconde Guerre mondiale, Douglas et d'autres parties de l'île servirent de camp d'enfermement pour les « ennemis étrangers ».
Le 2 août 1973, la ville a été le cadre du Désastre de Summerland, au cours duquel 51 personnes ont trouvé la mort.
En 2011, Douglas doit organiser les Jeux de la Jeunesse du Commonwealth.

## Population
En 1511, on ne compte à Douglas qu'une cinquantaine de maisons et 810 habitants en 1726. C'est à la fin du XVIIIe et surtout au début du XIXe siècle que la population s'accroit considérablement. C'est ainsi que, en 1821, Douglas compte 6 054 habitants et 14 000 en 1878. Cette population continue de progresser jusqu'à la fin des années 1910 et dépasser les 20 000 habitants. Le nombre d'habitants reste stable durant tout le siècle, oscillant entre 19 000 et 22 000 à la fin du siècle. La dernière décennie du XXe siècle voit une nouvelle hausse de la population. Douglas compte 25 347 habitants en 2001 et, d'après le recensement de 2006, 26 218 habitants, ce qui représente environ un tiers de la population totale de l'île de Man.

## Sites majeurs

### La tour du Refuge

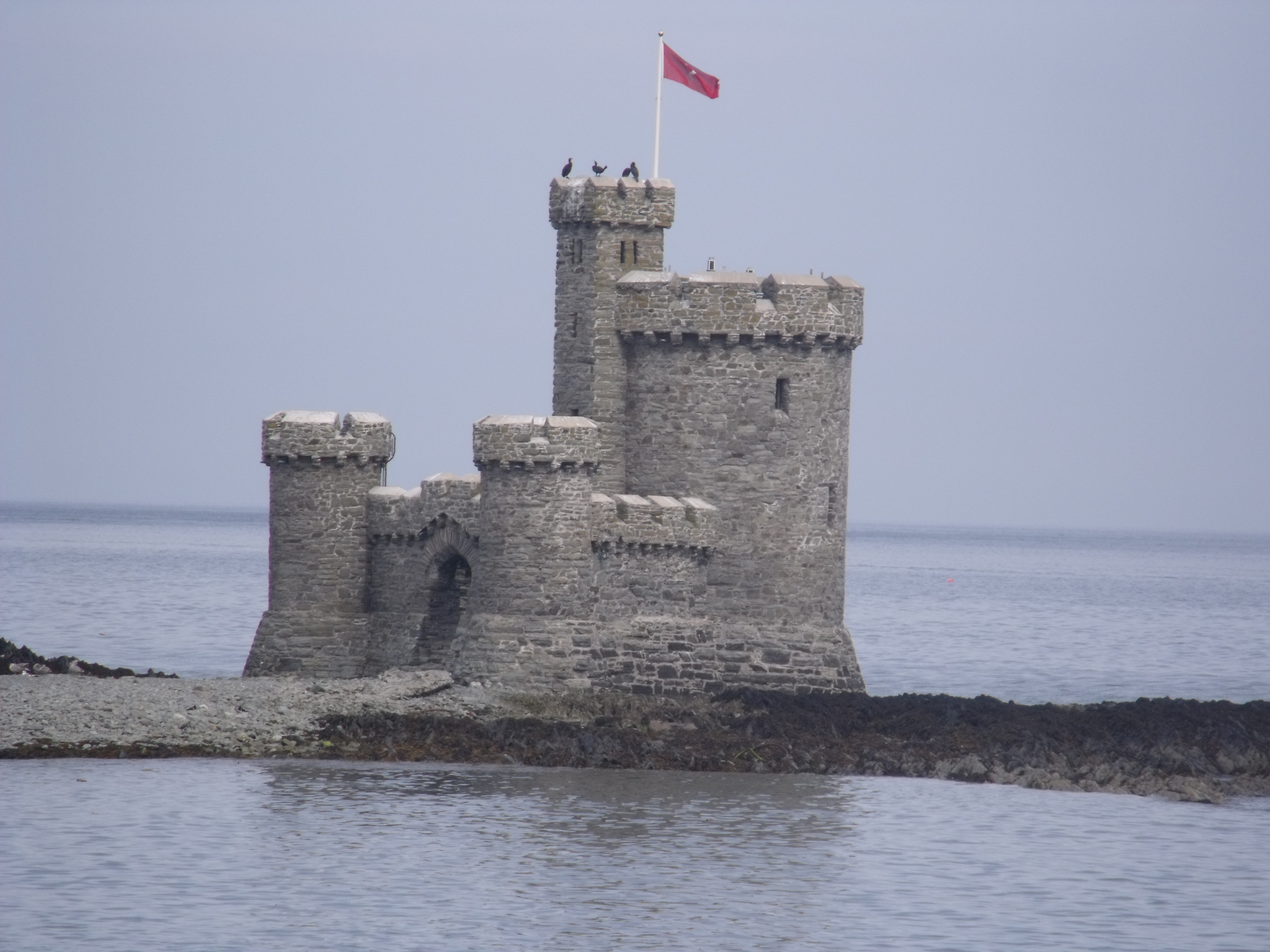
La tour du Refuge dans la baie de Douglas.

Vers 1824, sir William Hillary (un Anglais installé sur l'île de Man en 1808), conçoit le projet de créer une institution qui permet le sauvetage des marins mannois dans la mer d'Irlande, une mer particulièrement hostile. La Royal National Lifeboat Institution (RNLI) est ainsi créée.
Conçue par John Welch, la tour du Refuge (Tower of Refuge) est achevée en 1832. Elle se situe sur le roc de Conister (aussi appelé île de Sainte-Marie (en)), dans la baie de Douglas, et présente l'aspect d'un petit château médiéval en granit. Sir Hillary finança une grande partie de l'ouvrage, tandis qu'une souscription publique acheva de récolter le restant de la somme nécessaire. Cette tour a pour but d'offrir un abri par mauvais temps et/ou mer forte. Elle contient une réserve permanente de pain et d'eau fraîche. Elle est la propriété de la RNLI dont le drapeau flotte au sommet de la tour principale.
Des travaux de rénovation ont été menés en 2006 et 2007, consistant à réparer des murs et à remplacer des blocs abîmés. Un éclairage nocturne a été prévu et est opérationnel depuis 2010.

### Le théâtre de la Gaieté
Ce théâtre ouvre en 1893, mais il ferme peu après pour être totalement repensé. L'architecte victorien Frank Matcham (en) est chargé de la conception. Le théâtre rouvre en 1900 et connaît un grand succès jusqu'à la Première Guerre mondiale qui provoque une chute de la fréquentation.
À partir de 1950, il sert de salle de cinéma, et est proposé à la démolition en 1968. Il est acheté par le gouvernement de l'île de Man en 1971 et en entreprend la restauration en 1976.

### Le Manx Museum

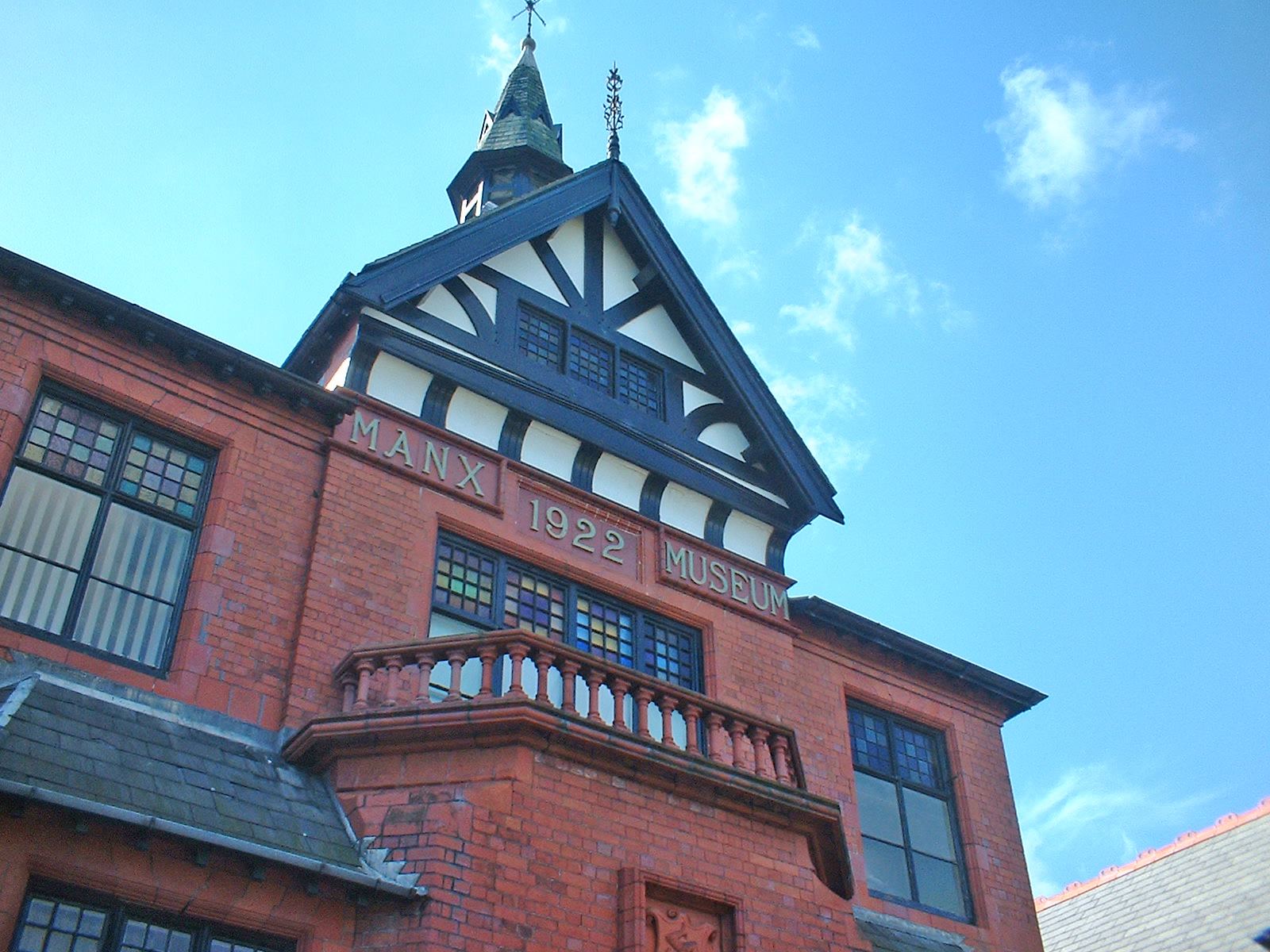
Façade du Manx Museum.

Le Manx Museum (« musée mannois » en français), dont la visite est gratuite, ouvre ses portes le 2 novembre 1922. Il fut créé à la suite du Museum and Ancient Monuments Trustees, ouvert en 1886 sur acte du Tynwald, le Parlement mannois. Le Manx Museum abrite les bureaux de la Manx National Heritage, une institution gouvernementale pour la conservation du patrimoine de l'île de Man.
Lors de l'inauguration de 1922, sir William Fry, lieutenant-gouverneur de l'île, déclara : « Certains trouveront ce musée petit. Tous les musées ont des débuts modestes, mais il n'y a pas de raison que ce musée ne prospère pas. Nous avons le terrain pour l'extension, et des plans sont déjà prêts pour le jour où nous devrons l'agrandir... Il a toujours été dans l'esprit des administrateurs que (ce musée) devrait être un centre éducatif pour l'île... »
C'est en 1986, pour fêter le centenaire du premier musée de l'île, que le Manx Museum est agrandi. Il accueille désormais, en plus des salles d'origine, une galerie consacrée à l'archéologie préhistorique.

## Personnalités natives de Douglas

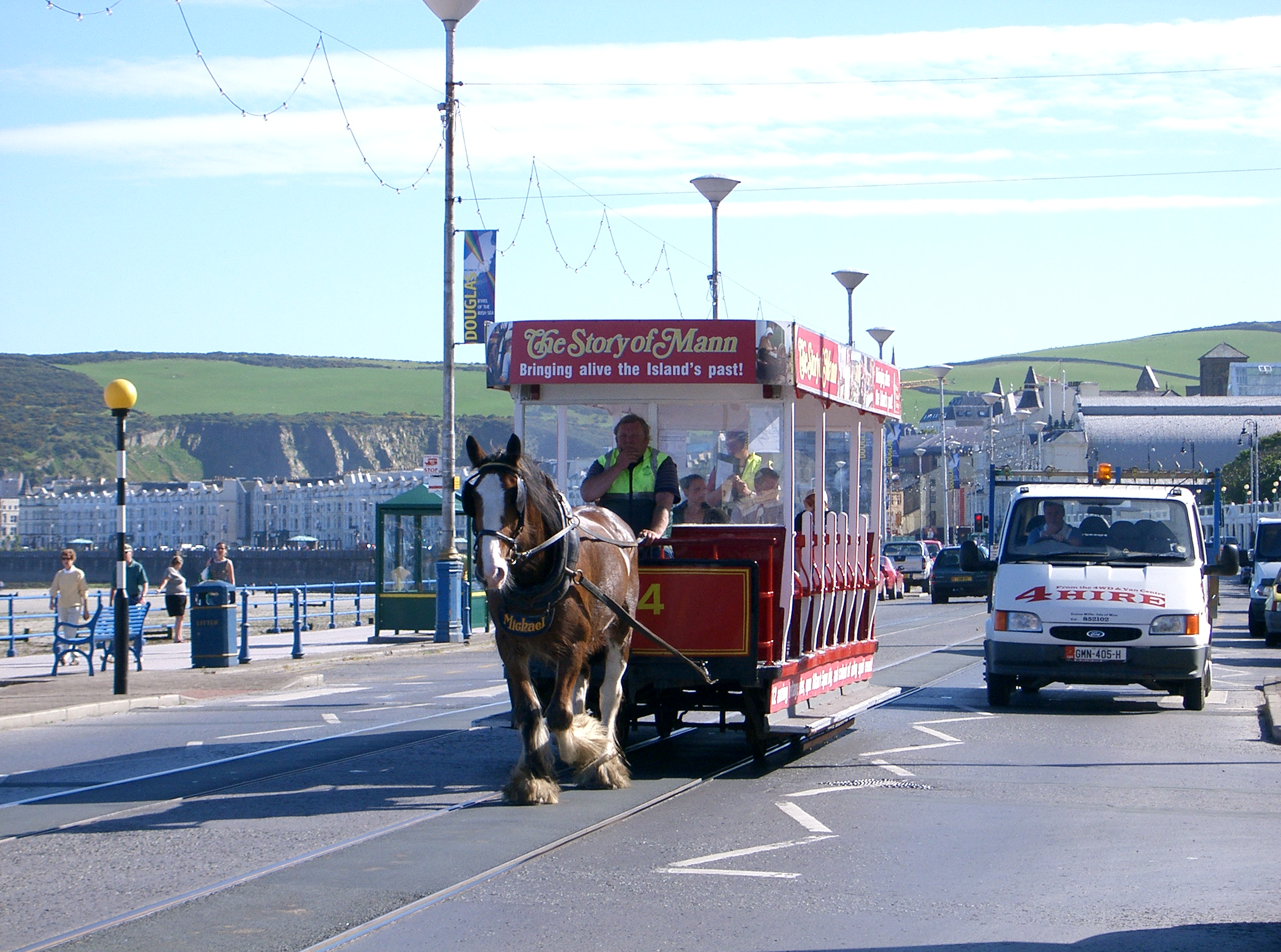
Le tramway hippomobile de la baie de Douglas.

- Edward Forbes (1815-1854), naturaliste.
- Brian Stowell (1936-2019), défenseur de la langue mannoise.
- Mark Cavendish né en 1985, coureur cycliste professionnel.
- Peter Kennaugh né en 1989, coureur cycliste professionnel.
- Geoff Duke est un pilote de moto britannique (1923-2015) Il a été six fois champion du monde de moto entre 1951 et 1955.
- Chris Killip (1946-2020), photographe britannique.
- Les membres du groupe de musique les Bee Gees :
  - Barry Gibb (1946-)
  - Maurice Gibb (1949-2003)
  - Robin Gibb (1949-2012)
- Joe Locke né en 2003, acteur qui s'est fait connaître pour son rôle dans la série télévisée Heartstopper (2022).